# 聖安東尼奧德洛斯科布雷斯
24°13′32″S 66°19′9″W / 24.22556°S 66.31917°W

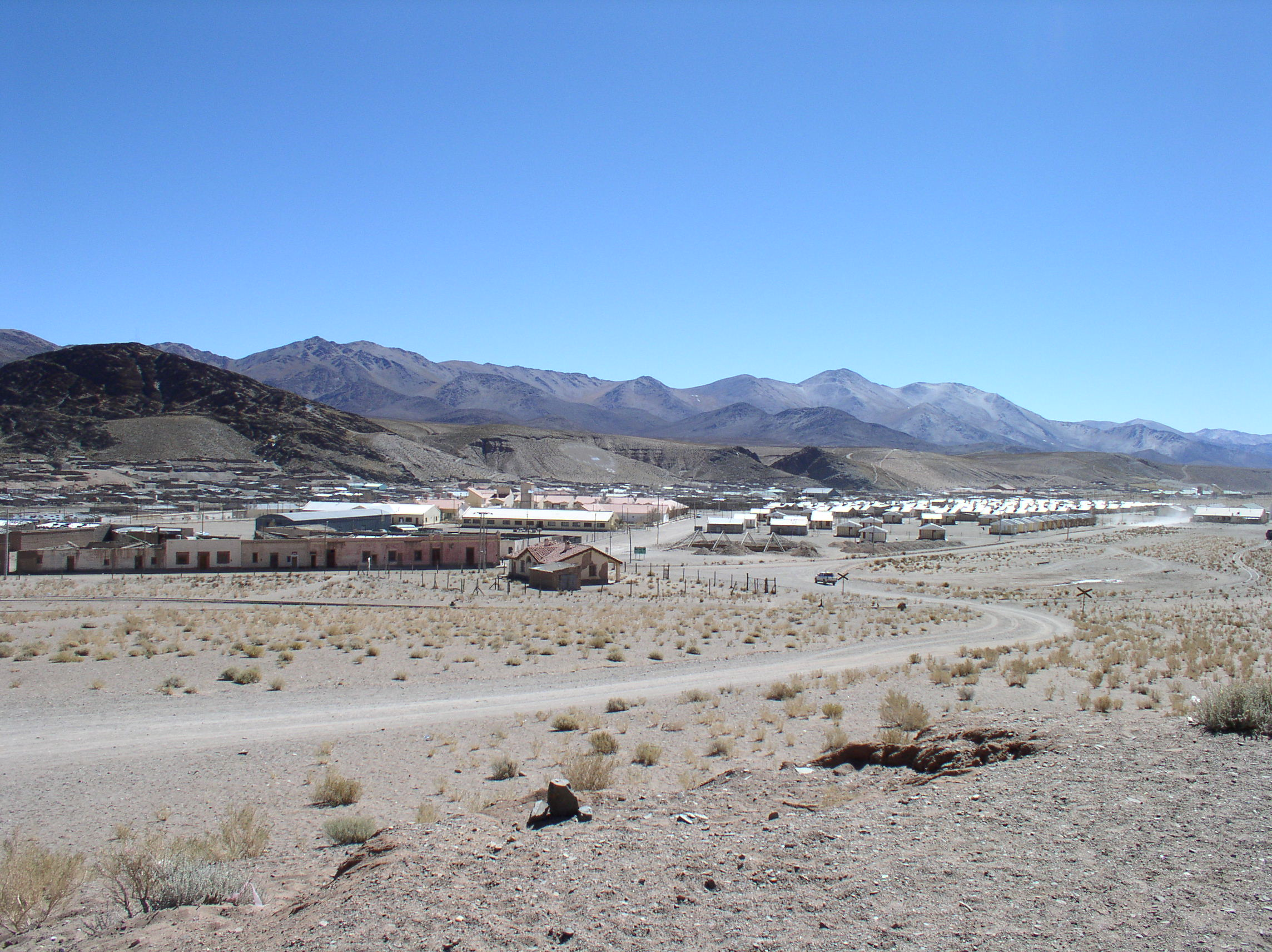
聖安東尼奧德洛斯科布雷斯

聖安東尼奧德洛斯科布雷斯（西班牙語：San Antonio de los Cobres），是阿根廷的城鎮，位於該國西北部薩爾塔省，距離薩爾塔約160公里和布宜諾斯艾利斯約2,000公里，海拔高度3,775米，2001年人口5,482。